# Lissimas papuensis
Lissimas papuensis är en tvåvingeart som beskrevs av M. Josephine Mackerras 1971. Lissimas papuensis ingår i släktet Lissimas och familjen bromsar. Inga underarter finns listade i Catalogue of Life.